# Зала слави італійського футболу
За́ла сла́ви італі́йського футбо́лу (італ. Hall of Fame del calcio italiano) —  зала слави для особистостей, які мали значний вплив на італійський футбол.
Вона розташована в Музеї футболу (італ. Museo del Calcio) у Коверчано, Італія.

## Історія та регламент
Залу слави було засновано Італійською федерацією футболу (FIGC) та Фондом Музею футболу (італ. Fondazione Museo del Calcio) у 2011 році для вшанування футбольних особистостей, які «мали незабутній вплив на історію італійського футболу». Її метою є популяризація спадщини, історії, культури та цінностей італійського футболу.
З 2011 року щороку додаються нові члени, які розподіляються за категоріями: Італійський футболіст (завершив кар'єру щонайменше два сезони тому), Італійський тренер (з щонайменше 15-річним досвідом роботи), Італійський ветеран (завершив кар'єру щонайменше 25 років тому), Іноземний гравець (завершив кар'єру щонайменше два сезони тому та грав в Італії щонайменше п'ять сезонів), Італійський арбітр (завершив кар'єру щонайменше два сезони тому), Італійський функціонер (з щонайменше 15-річним досвідом роботи) та Посмертні відзнаки. У 2022 році до Зали слави було включено неіталійського тренера, Жозе Моурінью.
Журі, зазначене на сайті Італійської федерації футболу, складається з директорів провідних італійських спортивних видань, серед яких: Луїджі Ферраджіоло (президент Італійської асоціації спортивної преси), Андреа Монті (La Gazzetta dello Sport), Алессандро Вокалеллі (Corriere dello Sport – Stadio та Guerin Sportivo), Паоло Де Паола (Tuttosport), Габріеле Романьолі (Rai Sport), Федеріко Феррі (Sky Sport), Маттео Марані (Sky Sport 24), Альберто Бранді (Sport Mediaset) та П'єкарло Презутті (Agenzia Nazionale Stampa Associata).
У 2014 році було додано категорію Італійська футболістка. У 2018 році було додано категорію Нагорода за чесну гру на честь покійного італійського футболіста Давіде Асторі. Того ж року було вручено Спеціальну нагороду Джанні Брері.

## Лауреати

### Італійський футболіст
| Ім'я                  | Рік  | Дж.    |
| --------------------- | ---- | ------ |
| Роберто Баджо         | 2011 | [ 9 ]  |
| Паоло Мальдіні        | 2012 | [ 9 ]  |
| Франко Барезі         | 2013 | [ 9 ]  |
| Фабіо Каннаваро       | 2014 | [ 9 ]  |
| Джанлука Віаллі       | 2015 | [ 9 ]  |
| Джузеппе Бергомі      | 2016 | [ 9 ]  |
| Алессандро Дель П'єро | 2017 | [ 10 ] |
| Франческо Тотті       | 2018 | [ 5 ]  |
| Андреа Пірло          | 2019 | [ 11 ] |
| Алессандро Неста      | 2021 | [ 12 ] |
| Джанфранко Дзола      | 2022 | [ 3 ]  |
| Данієле Де Россі      | 2023 | [ 13 ] |

### Тренер
| Ім'я                 | Рік  | Дж.    |
| -------------------- | ---- | ------ |
| Марчелло Ліппі       | 2011 | [ 9 ]  |
| Арріго Саккі         | 2011 | [ 9 ]  |
| Джованні Трапаттоні  | 2012 | [ 9 ]  |
| Фабіо Капелло        | 2013 | [ 9 ]  |
| Карло Анчелотті      | 2014 | [ 9 ]  |
| Роберто Манчіні      | 2015 | [ 9 ]  |
| Клаудіо Раньєрі      | 2016 | [ 9 ]  |
| Освальдо Баньйолі    | 2017 | [ 10 ] |
| Массіміліано Аллегрі | 2018 | [ 5 ]  |
| Карло Маццоне        | 2019 | [ 11 ] |
| Антоніо Конте        | 2021 | [ 12 ] |
| Жозе Моурінью        | 2022 | [ 3 ]  |
| Лучано Спаллетті     | 2023 | [ 13 ] |

### Італійський ветеран
| Ім'я                  | Рік  | Дж.    |
| --------------------- | ---- | ------ |
| Луїджі Ріва           | 2011 | [ 9 ]  |
| Діно Дзофф            | 2012 | [ 9 ]  |
| Джанні Рівера         | 2013 | [ 9 ]  |
| Сандро Маццола        | 2014 | [ 9 ]  |
| Марко Тарделлі        | 2015 | [ 9 ]  |
| Паоло Россі           | 2016 | [ 9 ]  |
| Бруно Конті           | 2017 | [ 10 ] |
| Джанкарло Антоньйоні  | 2018 | [ 5 ]  |
| Габріеле Оріалі       | 2019 | [ 11 ] |
| Антоніо Кабріні       | 2021 | [ 12 ] |
| Алессандро Альтобеллі | 2022 | [ 3 ]  |
| Роберто Бонінсенья    | 2023 | [ 13 ] |

### Італійський рефері
| Ім'я                        | Рік  | Дж.    |
| --------------------------- | ---- | ------ |
| П'єрлуїджі Колліна          | 2011 | [ 9 ]  |
| Луїджі Аньйолін             | 2012 | [ 9 ]  |
| Паоло Казарін               | 2012 | [ 9 ]  |
| Сержіо Гонелла              | 2013 | [ 9 ]  |
| Чезаре Гуссоні              | 2013 | [ 9 ]  |
| Стефано Браскі              | 2014 | [ 9 ]  |
| Роберто Розетті             | 2015 | [ 9 ]  |
| Граціано Чезарі (скасовано) | 2016 | [ 14 ] |
| Нікола Ріццолі              | 2018 | [ 5 ]  |
| Альберто Мікелотті          | 2019 | [ 11 ] |
| Джанлука Роккі              | 2021 | [ 12 ] |

### Італійський функціонер
| Ім'я                | Рік  | Дж.    |
| ------------------- | ---- | ------ |
| Адріано Галліані    | 2011 | [ 9 ]  |
| Джамп'єро Боніперті | 2012 | [ 9 ]  |
| Массімо Моратті     | 2013 | [ 9 ]  |
| Джузеппе Маротта    | 2014 | [ 9 ]  |
| Коррадо Ферлаїно    | 2015 | [ 9 ]  |
| Сільвіо Берлусконі  | 2016 | [ 9 ]  |
| Серджіо Кампана     | 2017 | [ 10 ] |
| Антоніо Матаррезе   | 2018 | [ 5 ]  |
| Антоніо Перкассі    | 2019 | [ 11 ] |
| Джованні Сарторі    | 2021 | [ 12 ] |
| Ернесто Пеллегріні  | 2022 | [ 3 ]  |
| Арієдо Брайда       | 2023 | [ 13 ] |

### Іноземний гравець
| Ім'я                  | Рік  | Дж.    |
| --------------------- | ---- | ------ |
| Мішель Платіні        | 2011 | [ 9 ]  |
| Марко ван Бастен      | 2012 | [ 9 ]  |
| Габрієль Батістута    | 2013 | [ 9 ]  |
| Дієго Марадона        | 2014 | [ 9 ]  |
| Роналду               | 2015 | [ 9 ]  |
| Пауло Роберто Фалькао | 2016 | [ 9 ]  |
| Рууд Гулліт           | 2017 | [ 10 ] |
| Хав'єр Санетті        | 2018 | [ 5 ]  |
| Збігнєв Бонек         | 2019 | [ 11 ] |
| Карл-Гайнц Румменігге | 2021 | [ 12 ] |
| Зінедін Зідан         | 2022 | [ 3 ]  |
| Андрій Шевченко       | 2023 | [ 13 ] |

### Італійська футболістка
| Ім'я                 | Рік  | Дж.    |
| -------------------- | ---- | ------ |
| Кароліна Мораче      | 2014 | [ 9 ]  |
| Патріція Паніко      | 2015 | [ 9 ]  |
| Меланія Габб'ядіні   | 2016 | [ 9 ]  |
| Елізабетта Віньйотто | 2017 | [ 10 ] |
| Мілена Бертоліні     | 2018 | [ 5 ]  |
| Сара Гама            | 2019 | [ 11 ] |
| Барбара Бонансеа     | 2021 | [ 12 ] |
| Крістіана Джиреллі   | 2022 | [ 3 ]  |
| Валентина Джачинті   | 2023 | [ 13 ] |

### Посмертні відзнаки

#### Гравці
| Ім'я                   | Рік  | Дж.    |
| ---------------------- | ---- | ------ |
| Джованні Феррарі       | 2011 | [ 9 ]  |
| Джузеппе Меацца        | 2011 | [ 9 ]  |
| Сільвіо Піола          | 2011 | [ 9 ]  |
| Гаетано Ширеа          | 2011 | [ 9 ]  |
| Валентіно Маццола      | 2012 | [ 9 ]  |
| Анджело Ск'явіо        | 2012 | [ 9 ]  |
| Еральдо Мондзельйо     | 2013 | [ 9 ]  |
| Джакомо Бульгареллі    | 2014 | [ 9 ]  |
| Джачінто Факкетті      | 2015 | [ 9 ]  |
| Амедео Амадеї          | 2018 | [ 5 ]  |
| П'єтро Анастазі        | 2019 | [ 11 ] |
| Армандо Піккі          | 2021 | [ 12 ] |
| Романо Фольї           | 2021 | [ 12 ] |
| Синиша Михайлович      | 2022 | [ 3 ]  |
| Агостіно Ді Бартоломеї | 2023 | [ 13 ] |
| Вінченцо Д'Аміко       | 2023 | [ 13 ] |

#### Тренери
| Ім'я                 | Рік  | Дж.    |
| -------------------- | ---- | ------ |
| Енцо Беардзот        | 2011 | [ 9 ]  |
| Фульвіо Бернардіні   | 2011 | [ 9 ]  |
| Вітторіо Поццо       | 2011 | [ 9 ]  |
| Ферруччо Валькареджі | 2011 | [ 9 ]  |
| Нерео Рокко          | 2012 | [ 9 ]  |
| Карло Каркано        | 2014 | [ 9 ]  |
| Еленіо Еррера        | 2015 | [ 9 ]  |
| Чезаре Мальдіні      | 2016 | [ 9 ]  |
| Нільс Лідгольм       | 2016 | [ 9 ]  |
| Адзельйо Вічіні      | 2017 | [ 15 ] |
| Арпад Вейс           | 2017 | [ 10 ] |
| Джузеппе Віані       | 2018 | [ 5 ]  |
| Луїджі Радіче        | 2019 | [ 11 ] |
| Вуядин Бошков        | 2021 | [ 12 ] |
| Луїджі Сімоні        | 2021 | [ 12 ] |
| Ернест Ербштейн      | 2022 | [ 3 ]  |
| Манліо Скопіньйо     | 2023 | [ 13 ] |

#### Функціонери
| Ім'я             | Рік  | Дж.    |
| ---------------- | ---- | ------ |
| Отторіно Барассі | 2011 | [ 9 ]  |
| Артеміо Франкі   | 2011 | [ 9 ]  |
| Ферруччо Ново    | 2014 | [ 9 ]  |
| Умберто Аньєллі  | 2015 | [ 9 ]  |
| Італо Аллоді     | 2017 | [ 10 ] |
| Ренато Даль'Ара  | 2017 | [ 10 ] |
| Фіно Фіні        | 2021 | [ 12 ] |

#### Арбітри
| Ім'я              | Рік  | Дж.    |
| ----------------- | ---- | ------ |
| Джованні Мауро    | 2011 | [ 9 ]  |
| Кончетто Ло Белло | 2012 | [ 9 ]  |
| Джуліо Кампанаті  | 2016 | [ 9 ]  |
| Стефано Фаріна    | 2017 | [ 10 ] |

## Інші нагороди

### Нагорода Давіде Асторі за чесну гру
| Ім'я          | Рік  | Дж.    |
| ------------- | ---- | ------ |
| Ігор Троккья  | 2018 | [ 5 ]  |
| Маттіа Аньєзе | 2019 | [ 11 ] |
| Ромелу Лукаку | 2019 | [ 11 ] |
| Сімон К'єр    | 2021 | [ 12 ] |
| Лука Мартеллі | 2022 | [ 3 ]  |

### Спеціальна нагорода
| Ім'я            | Рік  | Дж.   |
| --------------- | ---- | ----- |
| Джанні Брера    | 2018 | [ 5 ] |
| Маріо Скончерті | 2022 | [ 3 ] |